# Constitutionalist
Constitutionalist (englisch für „Konstitutionelle(r)“ oder „Verfassungsgemäße(r)“) war eine Bezeichnung, die von einigen britischen Politikern anstelle der traditionelleren Parteibezeichnungen genutzt wurde, um in den 1920er Jahren für das Parlament kandidierte. Die Bezeichnung wurde vor allem von ehemaligen Anhängern der von David Lloyd George geführten Koalitionsregierung und insbesondere von Winston Churchill verwendet. Es gab jedoch keine Parteiorganisation namens Constitutionalist Party.

## Entstehung
Als die Conservative Party 1922 dafür stimmte, die Koalitionsregierung mit der National Liberal Party zu beenden, gab es immer noch Parlamentsmitglieder beider Parteien, die weiterhin zusammenzuarbeiten wollten und erneut eine gemeinsame Koalition anstrebten. Bei den Parlamentswahlen 1922 beschlossen lokale konservative Regionalverbände in mehreren Wahlkreisen, weiterhin Kandidaten der National Liberals zu unterstützen und umgekehrt. Bei den Parlamentswahlen 1923 waren die Nationalliberalen jedoch offiziell wieder der Liberal Party beigetreten. In einigen Wahlkreisen gab es dennoch eine gewisse Wahlkooperation zwischen Konservativen und Liberalen, um einen Wahlsieg der Labour Party in dem betreffenden Wahlkreis zu verhindern. In Dartford entschied sich der ehemalige nationalliberale Parlamentsabgeordnete George Jarrett, nicht den wiedervereinigten Liberalen beizutreten und strebte eine Wiederwahl als „Constitutionalist“ an, wobei er von den örtlichen Konservativen unterstützt wurde. Der Ausdruck Constitutionalist steht dabei nicht für die philosophische Staatslehre, sondern den Anspruch die bestehende Verfassungsordnung der britischen Monarchie zu erhalten.

## Winston Churchill
Der ehemalige nationalliberale Minister Winston Churchill war ein Anhänger dieser Ansicht des Konstitutionalismus. Im März 1924 strebte Churchill bei einer Nachwahl im Wahlkreis Westminster Abbey 1924 einen Sitz im Parlament an. Er hatte sich ursprünglich um die Nominierung der Konservativen bemüht, die zufällig Westminster Abbey Constitutional Association hieß. Als er die Nominierung nicht gewann, nahm er während des Wahlkampfes den Begriff „Constitutionalist“ an, um sich selbst zu beschreiben. Nach der Nachwahl verwendete Churchill den Begriff weiterhin und sprach über die Gründung einer Constitutionalist Party.

## Wahl 1924 und Ende
Alle Pläne Churchills, diese dann auch formell Constitutionalist Party zu gründen, wurden mit der plötzlichen Ausrufung einer weiteren Parlamentswahl zunichtegemacht. Während es eine Reihe von Liberalen und Konservativen gab, die wie im Jahr 1923 eine Wahlkooperation anstrebten um Labour zu verhindern, entschieden sich zwölf Kandidaten dafür, die Bezeichnung Constitutionalist statt Liberaler oder Konservativer zu verwenden. Dazu gehörte auch Churchill, aber nicht Jarrett, der den Begriff 1923 als Erster verwendet hatte.
| Wahl               | Wahlkreis             | Kandidat             | Bemerkung                  |
| ------------------ | --------------------- | -------------------- | -------------------------- |
| Unterhauswahl 1924 | Epping                | Winston Churchill    | Gewählt gegen Liberalen    |
| Unterhauswahl 1924 | Walthamstow Ost       | Hamar Greenwood      | Gewählt gegen Liberalen    |
| Unterhauswahl 1924 | Camborne              | Algernon Moreing     | Gewählt gegen Liberalen    |
| Unterhauswahl 1924 | Stretford             | Thomas Robinson      | Wiedergewählt gegen Labour |
| Unterhauswahl 1924 | Stoke                 | John Ward            | Wiedergewählt gegen Labour |
| Unterhauswahl 1924 | Heywood und Radcliffe | Abraham England      | Wiedergewählt gegen Labour |
| Unterhauswahl 1924 | Accrington            | Hugh Edwards         | Wiedergewählt gegen Labour |
| Unterhauswahl 1924 | Battersea Nord        | Henry Hogbin         | verliert gegen Kommunist   |
| Unterhauswahl 1924 | Tottenham Nord        | John Leng Sturrock   | verliert gegen Labour      |
| Unterhauswahl 1924 | Burslem               | William Allen        | verliert gegen Labour      |
| Unterhauswahl 1924 | Consett               | James Davies         | verliert gegen Labour      |
| Unterhauswahl 1924 | Nottingham West       | Charles Edgar Loseby | verliert gegen Labour      |

Nach der Wahl stimmten die sieben gewählten Kandidaten im Unterhaus nicht einheitlich als Gruppe. Die vier zuvor als Abgeordneten, die 1923 als Liberale gewählt wurden und ihren Sitz verteidigen konnten, traten alle erneut der Fraktion der Liberal Party bei, während Churchill, Greenwood und Moreing der Fraktion der Conservative Party beitraten. Churchill übernahm den Posten des Schatzkanzlers in der Regierung von Stanley Baldwin. Die Bezeichnung „Constitutionalist“ wurde nicht mehr verwendet.